# Öömrang
Öömrang (im Deutschen auch Amrumer Friesisch, Amring) ist ein Dialekt der nordfriesischen Sprache, der auf der Insel Amrum im Kreis Nordfriesland gesprochen wird. Zusammen mit dem Dialekt Fering auf der benachbarten Insel Föhr bildet das Öömrang einen der zehn Hauptdialekte der nordfriesischen Sprache, dabei gehört es zum inselfriesischen Zweig. Öömrang wird von etwa 600 Leuten gesprochen, die jedoch alle mindestens zweisprachig sind; das heißt, sie beherrschen zumindest auch Hochdeutsch. Öömrang bezieht sich auf Oomram, die friesische Bezeichnung für Amrum.

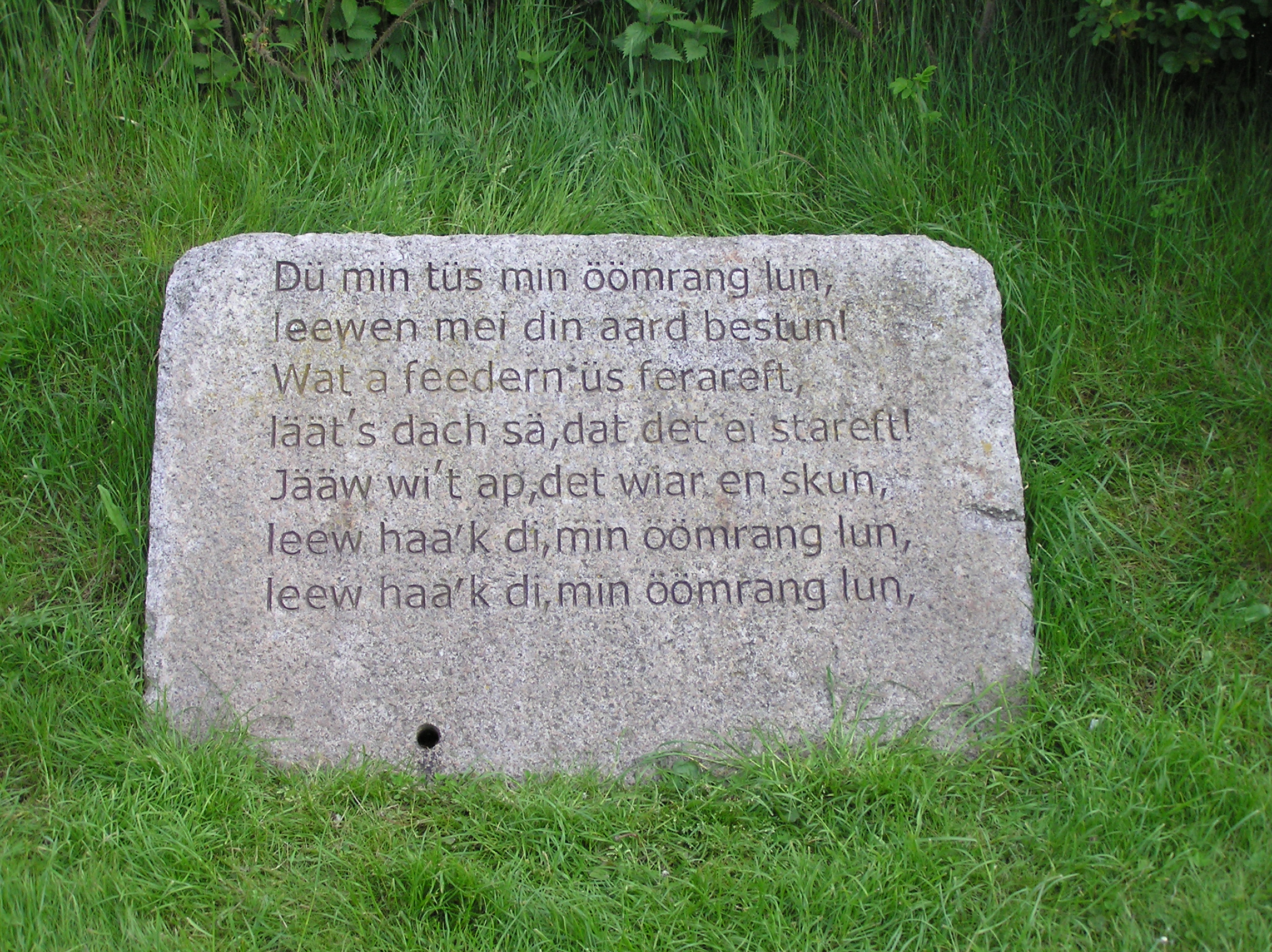
Denkstein (mit einer Strophe des Heimatliedes Min öömrang lun) in Nebel (Amrum) auf Öömrang

## Schreibweise
Für das Öömrang wird heute meist eine friesische Einheitsorthografie verwendet, die fast im gesamten nordfriesischen Sprachraum nach dem Zweiten Weltkrieg etabliert wurde. Sie folgt anderen Prinzipien als die deutsche oder niederländische Orthografie. Kurz gesprochene Vokale werden mit einfachem Vokal geschrieben (wie in lun ‚Land‘ oder das Schluss-e in Infinitiven), lang gesprochene Vokale werden durch verdoppelten Vokal dargestellt (beispielsweise in skuul ‚Schule‘).

## Laute

### Vokale
Man unterscheidet im Öömrang Vokale danach, ob sie in einer betonten Silbe oder unbetonten Silbe vorkommen.
In betonter Silbe kommen folgende Vokale vor:
- kurz: a, e, i, o, ö, u, ü
- lang: aa, ää, ee, ii, oo, öö, uu, üü
- Diphthonge: ia, ua, ai, ei, eu, ui, au
- Triphthong: uai

In unbetonter Silbe kommen vor:
- e (a/o haltiges e), in unbetonten Kleinwörtern auch a geschrieben, als -ew wie Diphthong ao ausgesprochen, wie hualew, halb; i (e-haltiges i), ö (nur in Präfix för-, ver-).

### Konsonanten
Die im Öömrang vorkommenden Konsonanten sind im Folgenden aufgeführt.
- b, ch, d, dj, f, g, h, j, k, l, m, n, ng, nj, p, r, s, sj, t, tj, w

Dabei sind dj, nj, sj und tj palatalisierte (das heißt j-ähnlich erweichte) Konsonanten. nj wird wie französisch/italienisch gn ausgesprochen. sj wird im modernen Öömrang wie sch im Deutschen ausgesprochen, während tj wie die beiden ch im englischen church klingt. Das dj ist die weiche Form des tj. Das frühere lj ist durch l ersetzt worden.
Das r ist ein gerolltes Vorderzungen-R (ähnlich wie im Bairischen oder Italienischen).
s ist im Wortanlaut scharf, im Wortinneren und -auslaut teilweise stimmhaft. b/p, d/t und g/k werden auch im Wortauslaut – anders als im Deutschen – deutlich unterschieden.
Das Schluss-w wird in betonten Silben (vergleiche Vokale) zu einem kurzen u, wie in leew, lieb. Durch das w werden einige Diphthonge zu gesprochenen Triphthongen, wie liaw, glauben.

## Grammatik

### Artikel
Es gibt nur einen unbestimmten Artikel: en, wie en sark, eine Kirche.
Weiterhin gibt es zwei Arten bestimmter Artikel: dentallose Artikel sowie Dentalartikel.
Der dentallose Artikel heißt a, oder vor sächlichen Substantiven im Singular at, beispielsweise a prääster, der Pastor, at hood, der Kopf (aber: uun't hood, im Kopf).
Der Dentalartikel heißt analog di oder det, wie di ual maan, der (jener) alte Mann, det ual dör, die (jene) alte Tür. Der Dentalartikel wird verwendet, wenn das Substantiv schon einmal erwähnt wurde.
Nach Präpositionen fehlt bisweilen der bestimmte Artikel, wie bi strun, am Strand – ein altertümlicher Zug des Inselnordfriesischen.

### Pronomen

#### Personalpronomen
Es gibt, anders als im Deutschen, jeweils nur eine Subjektform und Objektform des Personalpronomens.
Beispiele: ik, mi, ich, mir/mich, dü, di, du, dir/dich, hi, ham, er, ihm/ihn
Die Personalpronomen werden teilweise verkürzt: ik wird zu  'k, dü zu  't, und so weiter.
Die Objektform des Personalpronomens kann in der dritten Person als Reflexivpronomen verwendet werden: hi dreit ham am, er dreht sich um.

#### Possessivpronomen
Bei den Possessivpronomen gibt es jeweils zwei Formen. Die a-Form steht vor männlichen Substantiven im Singular; sonst wird die i-Form verwendet: man, min, mein, dan, din, dein, und so weiter. Ein Beispiel zur Unterscheidung der beiden Formen: man maan, mein Mann, aber min wüf, meine Frau.
Im Plural gibt es ebenfalls zwei Formen, die sich darauf beziehen, ob eine Familie oder größere Gemeinschaft gemeint ist: üüs jongen, unsere Kinder, aber üsens skuulmääster, unser Lehrer.

#### Demonstrativpronomen
Das Demonstrativpronomen wird wie im Dänischen gebildet: im Singular dihir, jühir, dethir, dieser, diese, dieses, im Plural dönhir, diese.
Diese Formen sind teilweise ungebräuchlich.

#### Interrogativpronomen
Die Interrogativpronomen sind hoker?, wer, wem, wen?, und hög?, wessen?

#### Relativpronomen
Es gibt nur ein gebräuchliches Relativpronomen, wat, der, die, das. Die Form diar ist veraltet. Steht im Deutschen eine Präposition vor dem Relativpronomen, steht im Öömrang huar (eigentlich: wo): det hüs, huar'er uun wenet, das Haus, in dem er wohnt.

#### Indefinitpronomen
Beispiele für Indefinitpronomen sind ham, man, hoker, jemand, hög, einige (vergleiche die Interrogativpronomen), wat, etwas.
Das deutsche Wort jede(r) wird im Öömrang unterschieden: uun arke hüs, in jedem Haus, aber uun eder hun, in jeder Hand. Falls es zwei Exemplare gibt, wie bei den Händen, wird eder verwendet. eder entspricht dem englischen either (in either hand).

### Substantive
Die Substantive haben nur je eine Form im Singular und Plural. Die Pluralform wird bei männlichen Substantiven durch das Suffix -er gebildet, wie aapel, aapler, Apfel, Äpfel. Einzelne männliche Pluralformen werden allerdings mit -en gebildet., wie büür, büüren, Bauer, Bauern. Eine weitere seltene Form sind Pluralformen, die mit -s gebildet werden, wie mooler, moolers, der Maler, die Maler.
Der Plural von weiblichen Substantiven wird stets mit -en gebildet (hun, hunen, Hand, Hände). Dies gilt auch für die meisten sächlichen Substantive, mit Ausnahmen wie hüs, hüsang, Haus, Häuser.

### Adjektive
Meist wird die Grundform des Adjektivs verwendet. Wenn das Adjektiv zwischen einem unbestimmten Artikel und einem männlichen Substantiv steht, wird -en angehängt.
Beispiele: en aarem wüf, eine arme Frau, und di aarem maan, der (jener) arme Mann, aber en aarmen maan, ein armer Mann.

### Verben

#### Infinitiv
Die Verben haben, im Gegensatz zu den meisten anderen germanischen Sprachen, zwei Infinitivformen. Der Infinitiv I steht nach Hilfsverben und endet meist auf dem unbetonten -e, oder er ist endungslos. Der Infinitiv II steht nach tu, zu, und wird durch Anhängen von -n oder -en gebildet: swaare, antworten, am tu swaarin, um zu antworten. Die Beibehaltung beider westgermanischer Infinitive findet sich ebenfalls in den meisten anderen friesischen Sprachen, im östlichen Alemannischen, im südlichen Niederdeutschen sowie in manchen niederländischen Dialekten. (vgl. auch Gerundium)

#### Präsens
Die Präsensform entspricht dem Infinitiv I. Ausnahmen sind die zweite und dritte Person Singular, die meist auf -est beziehungsweise -et enden. Auch der Imperativ Singular wird mit der Form des Infinitivs I gebildet: ik swaare, dü swaarest, hi swaaret, wi swaare (ich, du, er, wir antworten) und so fort, sowie: Swaare!, Antworte! Die Pluralform des Imperativs wird durch Anhängen von -m oder -em gebildet, wie Swaare'm!, Antwortet!

#### Präteritum
Die Formen des Präteritums sind bis auf die zweite Person Singular gleich.

##### Schwach konjugierte Verben auf -e
Bei schwachen Verben mit Endung -e ist auch die Partizipform mit den Präteritumsformen identisch: ik swaaret, dü swaarest, hi swaaret, ich, du, er antworteten, und ik haa swaaret, ich habe geantwortet.

##### Schwach konjugierte Verben mit endungsloser Grundform
Präteritumsform und Partizipform sind hier gleich. Es gibt hier zwei Fälle:
- die regelmäßige Beugung, das heißt, der Stammvokal bleibt unverändert:
  - swääm, swäämt, swäämd, schwimmen, (er) schwimmt, (er) schwamm / (er ist) geschwommen,
  - rik, rikt, rikt, rauchen, (er) raucht, (er) raucht / (er hat) geraucht
  - saat, saat, saat, setzen, (er) setzt, (er) setzte / (er hat) gesetzt
- die unregelmäßige Beugung, das heißt, der Stammvokal ändert sich:
  - sai, sait, saad, sagen, (er) sagt, (er) sagte / (er hat) gesagt
  - bring, brangt, broocht, bringen, (er) bringt, (er) brachte / (er hat) gebracht

##### Stark konjugierte Verben
Bei diesen Verben unterscheiden sich Präteritumsform und Partizipform. Es gibt insgesamt sieben Klassen von stark gebeugten Verben, von denen die Klassen vier bis sechs im Öömrang verschmolzen sind. Die Zuordnung zu einer Klasse erfolgt nach der Art des Ablauts in den verschiedenen Zeiten. In einer weiteren Gruppe stehen Verben, die sich nicht einer der Klassen zuordnen lassen.
- 1. Klasse
  - bitj, bat, bääd, beden, beißen, (er) beißt, (er) biss, (er hat) gebissen
- 2. Klasse
  - flä, flocht, floog, flaanj, fliegen, (er) fliegt, (er) flog, (er ist) geflogen
- 3. Klasse
  - finj, fanjt, foonj, fünjen, finden, (er) findet, (er) fand, (er hat) gefunden
- 4. bis 6. Klasse
  - kem, komt, kaam, kimen, kommen, (er) kommt, (er) kam, (er ist) gekommen
- 7. Klasse
  - luup, lääpt, lep, lepen, laufen, (er) läuft, (er) lief, (er ist) gelaufen
- Weitere stark gebeugte Verben
  - sä, sjocht, siig, sen, sehen, (er) sieht, (er) sah, (er hat) gesehen

##### Modale Hilfsverben
Die modalen Hilfsverben werden nach einem anderen Schema gebeugt:
- mei, mai, meest, mai, maad, maaden, mögen, (ich) mag, (du) magst, (er) mag, (er) mochte, (er hat) gemocht

## Wortschatz
Das gesprochene Öömrang ist für Nicht-Öömrang-Sprecher kaum zu verstehen. Der Wortschatz erinnert an niederdeutsche, englische, jütisch-dänische oder niederländische Wörter oder hat Wurzeln in germanischen Vorläufersprachen.

### Beispiele für sprachliche Verwandtschaft
- Englisch
  - Wäärnsdai, Mittwoch, efter, nach, tus, Zahn, kai, Schlüssel

- Deutsch (Niederdeutsch), aber frühere deutsche Bedeutung beibehalten
  - bian, Gräte (aber auch: Bein), frinjskap, Verwandtschaft, tu hööw gung, zur Kirche gehen

- Jütisch-Dänisch, Niederdeutsch oder Niederländisch
  - foomen, Mädchen, kleeb, Kuss, jonk, dunkel, trinj, rund, ial, Feuer

- Jütisch-Dänisch
  - dring, Junge, jul, Weihnachten, bradlep, Hochzeit

- Niederdeutsch
  - boowen, oben, snaake, sprechen, dörnsk, Wohnstube (ursprünglich slawisch)

- Niederländisch
  - eilun, Insel, kop, Tasse, klöör, Farbe

- Wörter ohne Entsprechungen in anderen Sprachen
  - gratem, laut, stirme, riechen, aran, zu Hause

- Neuschöpfungen
  - Nach dem Zweiten Weltkrieg gab es Versuche, moderne deutsche Wortschöpfungen ins Öömrang zu übertragen. Für „Auto“ wurde romelwaanj (etwa: Rumpelwagen) vorgeschlagen, für „Fernsehgerät“ widjluker (etwa: Fernseher). Diese Begriffe haben sich nicht behaupten können und stattdessen werden im Öömrang dafür heute ebenso wie für andere moderne Begriffe deutschsprachige Fremdwörter verwendet.

### Zahlwörter
Wichtige oder auffällige Kardinalzahlen sind: ään (männlich), sonst ian, eins, tau, zwei, trii, drei, sjauer, vier, fiiw, fünf, sääks, sechs, sööwen, sieben, aacht, acht, njügen, neun, tjiin, zehn, elwen, elf, twaalew, zwölf, trataanj, dreizehn, twuntag, zwanzig, ianantwuntag, einundzwanzig, dörtag, dreißig, föftag, fünfzig, tachentag, achtzig, hunert, hundert, düüsen, tausend.

### Sprachbeispiel
Text einer Strophe eines Heimatlieds (identisch mit dem Text auf dem Foto) mit deutscher Übersetzung:
Dü min tüs min öömrang lun,
leewen mei din aard bestun!
Wat a feedern üs ferareft,
läät's dach sä, dat det ei stareft!
Jääw wi't ap, det wiar en skun,
leew haa'k di, min öömrang lun (2x).
Du mein Zuhause, mein Amrumer Land,
immer soll deine Art bestehen!
Was die Väter uns vererbt,
lasst uns doch sehen, dass das nicht stirbt!
Gäben wir es auf, das wäre eine Schande,

## Förderung und Veröffentlichungen
Es gibt einige Veröffentlichungen auf Öömrang, so eine Sammlung von Theaterstücken und Übersetzungen aus anderen Sprachen. In den 1970er Jahren erschien die Zeitschrift Fering-öömrang Breipot mit Beiträgen in Fering und Öömrang. Gelegentlich erscheinen Beiträge auf Öömrang in der Tageszeitung Der Insel-Bote, der in Wyk auf Föhr erscheint. Der Öömrang Ferian i.f. hat sich dem Schutz und der Förderung der Amrumer Sprache verschrieben.
Das Amrumer Heimatlied Min öömrang lun ist von Lorenz Conrad Peters auf Öömrang geschrieben. Es hat sich, obwohl es ein Föhrer Autor war, zur Regionalhymne Amrums entwickelt. Die vier Strophen des Liedes wurden in vier Granitsteine gemeißelt und über die Insel verteilt aufgestellt.